# Friederike Scharfegger
Friederike „Fritzi“ Scharfegger – Geburtsname Lauber – (* 25. August 1935 in Mürzzuschlag; † 6. Dezember 1996) war eine österreichische Tischtennisspielerin. Sie nahm an fünf Weltmeisterschaften teil.

## Werdegang
Friederike Scharfegger wurde zwischen 1953 und 1965 fünfmal für eine Weltmeisterschaft nominiert, vor ihrer Heirat 1957 unter ihrem Geburtsnamen Lauber. Dabei gewann sie 1953, 1954 und 1955 mit der österreichischen Damenmannschaft Bronze. Insgesamt bestritt Friederike Scharfegger 46 Länderspiele mit einer positiven Bilanz von 28:23.
1955 wurde sie in der österreichischen Rangliste auf Platz drei geführt. 1960 siegte sie im österreichischen Ranglistenturnier. Im gleichen Jahr wurde sie österreichische Meisterin im Einzel, ein Jahr später gelang die Titelverteidigung. Mehrfach gewann sie die Meisterschaften von Steiermark.
Um 1965 spielte sie beim Verein UHK Graz.

## Privat
1957 heiratete Friederike Lauber den Tischtennisspieler Kurt Scharfegger und trat danach unter dem Namen Friederike Scharfegger auf. 1958 wurde sie Mutter eines Sohnes. 1974 übernahm des Ehepaar die Firma Scharfegger GmbH in Mürzzuschlag, eine Werkstätte mit Matratzen- und Polstermöbelanfertigung.

## Turnierergebnisse
| Verband | Veranstaltung     | Jahr | Ort       | Land | Einzel     | Doppel        | Mixed      | Team |
| ------- | ----------------- | ---- | --------- | ---- | ---------- | ------------- | ---------- | ---- |
| AUT     | Weltmeisterschaft | 1965 | Ljubljana | YUG  | letzte 64  | Qual          | Qual       | 18   |
| AUT     | Weltmeisterschaft | 1963 | Prag      | TCH  | Qual       | letzte 64     | letzte 128 | 13   |
| AUT     | Weltmeisterschaft | 1955 | Utrecht   | NED  | letzte 128 | Viertelfinale | letzte 32  | 3    |
| AUT     | Weltmeisterschaft | 1954 | Wembley   | ENG  | letzte 32  | letzte 64     | letzte 16  | 3    |
| AUT     | Weltmeisterschaft | 1953 | Bukarest  | ROU  | letzte 16  | letzte 32     | letzte 32  | 3    |